# 瑞穂市本田コミュニティセンター
瑞穂市本田コミュニティセンター（みずほしほんでんコミュニティセンター）とは、岐阜県瑞穂市にある公共施設（コミュニティセンター）。

## 概要
- 元は本巣郡穂積町に計画されたコミュニティセンターである。完成は瑞穂市発足後の2009年（平成21年）2月である。
- 交流活動、生涯学習の場として使用される。瑞穂市内のコミュニティセンター（牛牧北部防災コミュニティセンター、牛牧南部コミュニティセンターつどいの泉）と同様、非常時には避難所及び防災備蓄機能を持たせた拠点施設として機能する。

## 施設概要
屋内
- 多目的ホール
- コミュニティルーム（1・2）
- 交流スペース
- 調理室
- 会議室（1-3）
- 和室（1-3）
- 防災倉庫兼倉庫

屋外
- コミュニティ広場　※非常時は避難場所として使用
- せせらぎ広場

※コミュニティルーム1、コミュニティルーム2、交流スペースは仕切りを外し、一体化して使用も可能

## 利用案内
- 利用時間：9：00～21：30
- 休館日：第3月曜日（月曜日が休日の場合は火曜日）。年末年始（12月29日～1月3日）

## 交通アクセス
- みずほバス本田・七崎線「本田コミュニティセンター」バス停より徒歩すぐ

## 周辺施設
- 瑞穂市立穂積北中学校
- 瑞穂市立本田小学校
- 瑞穂市立生津小学校